# Сафонов Роман Валерійович
Сафонов Роман Валерійович (нар. 22 квітня 1973, м. Дніпро, Українська РСР) — український лікар, гігієніст, епідеміолог, психотерапевт. Головний державний санітарний лікар Рівненської області з 22 березня 2020 року, генеральний директор державної установи «Рівненський обласний центр контролю та профілактики хвороб Міністерства охорони здоров'я України» з 31 грудня 2021 року.
Заслужений лікар України (2021)

## Життєпис
Роман Сафонов народився нар. 22 квітня 1973 року у місті Дніпропетровськ (зараз — м. Дніпро). Після закінчення медико-профілактичного факультету Дніпропетровської державної медичної академії присвятив себе профілактичній медицині.
У 1997 році розпочав кар'єру лікарем-інтерном з гігієни праці у Рівненській міській санітарно-епідеміологічній станції. Працював лікарем з комунальної гігієни, очолював відповідне відділення в Рівненській обласній санітарно-епідеміологічній станції.
З 2000 року є членом ГО «Товариство токсикологів України».
У 2007 році став заступником головного державного санітарного лікаря області. Координатор роботи груп хімічної, біологічної та радіологічної розвідки при виникненні надзвичайних ситуацій.
Після ліквідації в Україні санепідемстанцій у 2012 році обіймав посаду заступника начальника Головного управління Державної санітарно-епідеміологічної служби у Рівненській області, заступника головного державного санітарного лікаря області.
У серпні 2015 року очолює ДУ «Рівненський обласний лабораторний центр МОЗ України». Суттєво  поліпшує матеріально-технічну базу установи, забезпечує нарощення лабораторних потужностей центру.
З 22 березня 2020 року обіймає посаду головного санітарного лікаря Рівненської області. У грудні цього ж року отримав диплом магістра Національного університету водного господарства та природокористування за спеціальністю «Менеджмент».
З  31 грудня 2021 року призначений генеральним директором державної установи «Рівненський обласний центр контролю та профілактики хвороб Міністерства охорони здоров'я України».
Очолює Рівненський осередок Всеукраїнської асоціації фахівців з громадського здоров'я (2023).
З 2024 року член Європейської асоціації громадського здоров'я (EUPHA, The European Public Health Association).

## Особисте життя
Одружений. Дружина — Оксана. Має дочок Катерину, Дарію та сина Уласа.

## Цікаві факти
Вивчення ним порівняльної міфології та есхатології  з поєднанням практики гіпнотичної регресії дозволило сформулювати наукове пояснення навколо смертного досвіду, пам'яті минулих життів та інших «містичних» переживань у рамках сучасних даних психології та нейробіології.
У 2007—2009  роках модернізує лабораторію електромагнітних полів та інших фізичних факторів та реалізує регіональну програму забезпечення техногенної безпеки  шляхом припинення роботи десятків радіотехнічних об'єктів або зміни їх технічних характеристик до нормалізації рівнів електромагнітного випромінювання.
У 2019 році член робочої групи при Міністерстві охорони здоров'я України зі створення мережі центрів контролю та профілактики хвороб. Автор пропозицій до низки реалізованих нормативно-правових актів у сфері епідеміології, гігієни та медичної екології.
Протягом пандемії COVID-19  охоплення населення регіону тестуванням на SARS-CoV-2 забезпечувалося на одному з найвищих рівнів в Україні. Завдяки своєчасній діагностиці  та організації медичної допомоги Рівненщина мала найменший рівень летальності  від коронавірусної інфекції в країні.
У вересні-жовтні 2021 керував ліквідацією спалаху поліомієліту у селі Велика Омеляна Рівненського району Рівненської області, де у дитини було виявлено вакциноспоріднений поліовірус другого типу (VDPV2). Завдяки додатковим заходам з вакцинації у регіоні спалах вдалося локалізувати.

## Післядипломна освіта
У релокованому з міста Луганськ до міста Рівне державному закладі «Луганський державний медичний університет» отримав спеціалізації  з психіатрії та психотерапії.

## Нагороди та відзнаки
Почесні грамоти Міністерства охорони здоров'я України (2003, 2015)
Рівненської обласної ради (2004)
Рівненської обласної державної адміністрації (2007, 2011)
5-й окремий батальйон УДА (2015)
«Орден Святого Пантелеймона» від Архієпископа Рівненського і Острозького ПЦУ Іларіона (2020)
Заслужений лікар України (2021)
Регіональне управління Сил  територіальної оборони «Захід» (2024)

## Публікації статей у фахових виданнях
- Дослідження впливу електромагнітного випромінювання базових станцій стільникової телефонїї GSM стандарту /  Сафонов Р.В., Сидорчук Б.П., Наумчук О.М. //  Матеріали четвертої міжнародної науково-практичної конференції «Інтегровані інтелектуальні робототехнічні комплекси —  2011» —  Київ, 2011 —  С. 351-353.
- Гігієнічна оцінка навчання дітей з обмеженими інтелектуальними здібностями./ Станкевич Т.В., Сафонов Р.В., Савченко Г.І. //  Збірка тез доповідей науково-практичної конференції «Актуальні питання гігієни та екологічної безпеки України» (VII Марзєєвські читання, 2011 рік). — Київ, 2011. — С. 72-74.
- Еколого-епідеміологічно-ентомологічний моніторинг за поширенням трансмісивних захворювань у Рівненській області / Сафонов Р.В., Бялковський О.В., Драб Р.Р., Брезецька О.В., Гущук В.І., Гущук І.В. // Вісник Української медичної стоматологічної академії. — Полтава, 2016. — Том 16, Випуск 4 (56), частина 3. — С. 163-166. ISSN 2077-1096.
- Оцінка акарофауни житлових та інших об’єктів Рівненщини та сенсибілізації до алергенів побутового пилу населення області / Сафонов Р.В., Бялковський О.В., Гущук І.В., Драб Р.Р., Шелевицька Л.В. // Матеріали науково-практичної конференції з міжнародною участю “Профілактична медицина: здобутки сьогодення та погляд у майбутнє” — Дніпропетровськ, 2016. — С. 160-162.
- Поширення кліщових патогенів у Рівненській області / Р.В. Сафонов, О.В. Бялковський, І.В. Гущук, Р.Р. Драб //  Матеріали науково-практичної конференції з участю міжнародних спеціалістів, присвяченої Дню науки в Україні “Медична наука та клінічна практика — 2016”. — Харків, 2016. — С. 82-83.
- Практичні аспекти лабораторної діагностики демодекозу людини / Драб Р. Гущук І., Сафонов Р., Бялковський О. //  Матеріали науково-практичної конференції з міжнародною участю “Актуальні питання лабораторної медицини”. — Харків, 2017. — С. 31-33.
- Паразитози та арахноентомози, що впливають  на психічне здоров’я людей / Гущук І.В., Сафонов Р.В., Бялковський О.В., Драб Р.Р. // Матеріали науково-практичної конференції з міжнародною участю “Щорічні терапевтичні читання: медикаментозна та немедикаментозна профілактика неінфекційних захворювань: погляд в майбутнє. — Харків, 2017. — С. 78.
- Екосистемний епідеміологічний моніторинг за кліщовими інфекціями у Рівненській області / Гущук І.В., Сафонов Р.В.,   Драб Р.Р. // Збірка тез доповідей науково-практичної конференції молодих вчених (тринадцяті марзєєвські читання) “Актуальні питання гігієни та екологічної безпеки України”. — Київ, 2017. — С. 79-81.
- Екологічні передумови виникнення та розповсюдження малярії у Рівненській області / Гущук І.І., Сафонов Р.В., Бялковський О.В., Драб Р.Р., Гущук В.І. // Матеріали науково-практичної конференції “Довкілля і здоров’я”.— Тернопіль, 2017. — С. 174-176.
- Моніторинг за природно-вогнищевою ситуацією з опісторхозу в Рівненській області / Гущук І.В., Сафонов Р.В.,               Бялковський О.В., Шелевицька Л.В., Гущук В.І., Драб Р.Р. // Матеріали ІІ Всеукраїнської науково-практичної Інтернет-конференції “Вирішення сучасних проблем у ветеринарній медицині”. — Полтава, 2017. — С. 83-85.
- Комплексний підхід при профілактиці дирофіляріозу в Рівненській області / І.В. Гущук, Р.Р. Драб, Р.В. Сафонов, О.В. Бялковський // Матеріали Всеукраїнської науково-практичної конференції інфекціоністів “Епідеміологічні та клінічні ускладнення інфекційних і паразитарних хвороб у сучасних умовах”. — Житомир, 2017. — С. 41-43.
- Циркуляція дирофіляріозу на території Рівненської області / Гущук І.В., Бялковський О.В., Сафонов Р.В., Драб Р.Р. // Матеріали XVI З’їзду Всеукраїнського лікарського товариства. — Кам’янець-Подільський, 2017. — С. 211-212.
- Особливості медичного супроводу пацієнтів з надуманими (уявними) паразитозами та арахноентомозами /Гущук І.В.,             Драб Р.Р., Гільман А.Ю., Сафонов Р.В., Бялковський О.В // Матеріали Міжнародної науково-практичної конференції “Безпека пацієнтів в Україні: стан і шляхи її покращення”. — Дніпро, 2017. — С. 149-151.
- Епідеміолого-біологічні особливості циркуляції арбовірусних інфекцій у Рівненській області / Гущук І.В., Сафонов Р.В., Бялковський О.В., Драб Р.Р. // Збірник наукових праць за матеріалами XV Всеукраїнської наукової конференції “Актуальні питання біології та медицини”. — Старобільськ, 2017. — С. 68-70.
- Вивчення структури генотипів вірусу гепатиту С, які циркулюють серед населення регіону України з середнім ступенем урбанізації /І. С. Хоронжевська, Т. А. Сергеєва, Г. А. Мартинюк, В. О. Мороз, О. В. Бялковський, Р. В. Сафонов/ Scientific Journal «ScienceRise: Medical Science»,  № 9(17)2017 —  С.43-49. DOI: 10.15587/2519-4798.2017.111192
- Моніторинг епідпроцесу при геогельмінтозах серед дитячого населення Рівненської області / Драб Р.Р., Гущук І.В.,        Сафонов Р.В., Бялковський О.В., Брезецька О.І. // Журнал “Здоров’я дитини”. — 2017. — Том 12. Випуск 3. — С. 64-69.                    ISSN 2307-1168.
- Моніторинг за якістю питної води при водозабезпеченні міського населення Рівненської області за 1999-2015 роки /                 Гущук І.В., Брезецька О.І., Сафонов Р.В., Бялковський О.В., Кулакова О.В., Гущук В.І., Драб Р.Р. // Гігієна населених місць. — Київ, 2017. — Вип. 67. — С. 38-44.  ISSN 0135-2091.
- Моніторинг за епідеміологічним процесом при дирофіляріозі, на прикладі Рівненської області / Гущук І.І., Драб Р.Р., Сафонов Р.В., Бялковський О.В. // Гігієна населених місць. — Київ, 2017. — Вип. 67. — С. 247-251.  ISSN 0135-2091.
- Актуальність ентомологічного моніторингу, як одної зі складових біобезпеки в Рівненській області / Р.Р. Драб, Р.В. Сафонов, О.В. Бялковський, І.В. Гущук // Матеріали науково-практичної конференції з міжнар. участю, присвяченої щорічним “Читанням” пам’яті академіка Л.В. Громашевського “Інфекційні хвороби сучасності; етіологія, епідеміологія, діагностика, лікування, профілактика, біологічна безпека”. — Київ, 12-13.10.2017. — С. 66-68.
- Біологія переносника малярії та його взаємовідносини з людиною в умовах Рівненської області / Р.Р. Драб, І.В. Гущук,                  Р.В. Сафонов, О.В. Бялковський, В.І. Гущук // Збірник наукових праць “Біологічні дослідження — 2018. — Житомир, 2018. — С. 339-340.
- Епідеміологічний та епізоотологічний моніторинг за демодекозом у Рівненській області /Драб Р.Р., Сафонов Р.В., Бялковський О.В., Гущук І.В. // Матеріали ІІІ Всеукраїнської науково-практичної Інтернет-конференції “Вирішення сучасних проблем у ветеринарній медицині”. — Полтава, 2018. — С. 74-76.
- Моніторинг за алергічними реакціями, викликаними укусами кровосисних членистоногих /Драб Р.Р., Сафонов Р.В., Бялковський О.В., Гущук І.В. // Матеріали науково-практичної конференції з міжнародною участю “Щорічні терапевтичні читання. Профілактика неінфекційних захворювань — пріоритет сучасної науки і практики — Харків, 2018. — С. 55.
- Епідеміологія кліщових та поєднаних з ними харчових алергій серед дитячого населення Рівненської області / Драб Р.Р., Гущук І.В., Сафонов Р.В., Бялковський О.В., Брезецька О.І. // Журнал “Здоров’я дитини”. — 2018. — Том 13, Додаток 1 Дитяча гастроентерологія та нутриціологія. — С. 47-52. ISSN 2307-1168.
- Determination of the Hazard of Medical Waste in the Convention of the Covid-19 /Danusia m. Brezytska, Ihor V. hushchuk, Vladyslav A. Smiianov, Oleg m. Vivsiannyk, Roman V. Safonov, Inna S. Khoronzhevska //Praca oryginalna. — 2022. — C.118-122. DOI: 10.36740/ABAL202202103
- Current issues regarding employment of graduates of the specialty "Public Health" /I. V. Hushchuk; V. A. Smiyanov; O. M. Vivsiannyk; R. V. Safonov // Public Health Journal. — 2023. — Вип.3, C.54-60. DOI: ttps://doi.org/10.32782/pub.health.2023.3
- ПЛР-діагностика як ефективний інструмент молекулярної епідеміології в діагностиці та протидії біологічним загрозам на сучасному етапі/ І.С. Хоронжевська; І.В. Гущук; Р.В. Сафонов // Public Health Journal. — 2023. — Вип.4, C.87-93.  DOI: 10.32782/pub.health.2023.4.13
- Актуальність моніторингу поширення арбовірусних інфекцій серед членистоногих Рівненської області / Роман Сафонов, Любов Шелевицька, Руслана Драб // Журнал “Акценти громадського здоров’я”. — 2025 — Вип.1. — С. 70-71. — Режим доступу
- Уявні паразитози: особливості медичного супроводу пацієнта /Роман Сафонов, Любов Шелевицька, Руслана Драб // Журнал “Акценти громадського здоров’я”. — 2025 — Вип.1. — С. 76-77. — Режим доступу